# Sveti Josip (Bednja)
Sveti Josip falu Horvátországban Varasd megyében. Közigazgatásilag Bednjához tartozik.

## Fekvése
Varasdtól 27 km-re délnyugatra, községközpontjától 2 km-re keletre fekszik.

## Története
Horvátország egyik legfiatalabb és legkisebb települése, lakosságát 1991-ig Viletinechez számították. 1999-ben Viletinecet két részre osztották. A tulajdonképpeni Viletinec falut közigazgatásilag Lepoglavához csatolták, Sveti Josip pedig Bednja községnél maradt. Lakosságát önállóan 2001-ben számlálták meg először, amikor a falunak 3 háztartása és 5 lakosa volt. 

## Nevezetességei
A Bednja feletti Hum-dombon áll a község egyik legjelentősebb egyházi épülete a 17. századi Szent József-kápolna. Egyszerű homlokzata felett emelkedik a zömök torony. Belsejében három oltár és egy szószék található. Keresztboltozatos szentélye virág motívumokkal díszített. A hajó feletti boltozat két részre oszlik és benyúlik a kórus fölé. A feljegyzések szerint a kápolna egykor falazott átriumos oltárokkal és fa toronnyal rendelkezett. A leromlott állagú épületet 1805-ben Draskovich Ferenc adományából újították fel. Évente háromszor, a templom búcsúnapjain tartanak itt istentiszteletet, Szent József ünnepén, a Kármelhegyi Boldogasszony napján és Szent Márton ünnepén.

## Külső hivatkozások
- Bednja község hivatalos oldala